# Luděk Černoušek
Luděk Černoušek est un joueur tchèque de volley-ball né le 4 mai 1973. Il mesure 1,88 m et joue passeur.

## Clubs
| Club              | Pays               | De        | À         |
| ----------------- | ------------------ | --------- | --------- |
| SK Usti nad Labem | République tchèque |           | 1998-1999 |
| Nice Volley-Ball  | France             | 1999-2000 | 1999-2000 |
| Montpellier UC    | France             | 2001-2002 | 2004-2005 |
| Club Alès CVB     | France             | 2005-2006 | 2009-2010 |
| Spacer's Toulouse | France             | 2010-2011 | …         |

## Palmarès
- Championnat de France Pro B (1)
  - Vainqueur : 2008